# Gwilym Peter Lewis
Gwilym Peter Lewis (1952) es un botánico inglés.
Es investigador desde 1975, en el herbario del Real Jardín Botánico de Kew, Richmond, Surrey.
En 1994 defendió su tesis doctoral en la "Universidad de St. Andrews" con Systematic studies in neotropical Caesalpinia L. (Leguminosae: Caesalpinioideae): --including a revision of the Poincianella-Erythrostemon group.
Se ha especializado en las Fabaceae de Brasil, y Mimoseae y Caesalpinia.

## Algunas publicaciones
- Queiroz, L.P. de, Lewis, G.P. & Wojciechowski, M.F. 2010. Tabaroa, a new genus of Leguminosae tribe Brongniartieae from Brazil. Kew Bulletin 65: 189–203.

- Pennington, R.T., Lavin, M., Särkinen, T., Lewis, G.P., Klitgaard, B.B. & Hughes, C.E. 2010. Contrasting plant diversification histories within the Andean biodiversity hotspot. PNAS 107 (31): 13783–13787

- Gasson, P., Warner, K. & Lewis, G. 2009. Wood anatomy of Caesalpinia s.s., Coulteria, Erythrostemon, Guilandina, Libidibia, Mezoneuron, Poincianella, Pomaria and Tara (Leguminosae, Caesalpinioideae, Caesalpinieae). IAWA J. 30 (3): 247–276

- Sinou, C., Forest, F., Lewis, G. & Bruneau, A. 2009. The genus Bauhinia s. l. (Leguminosae): a phylogeny based on the plastid trnL-trnF region. Botany 87: 947–960

- Bruneau, A., Mecure, M., Lewis, G.P. & Herendeen, P S. 2008. Phylogenetic patterns and diversifications in the caesalpinioid legumes. Canadian J. of Botany 86: 697–718

- Bruneau, A., Mecure, M., Lewis, G.P. & Herendeen, P.S. 2008. Phylogenetic patterns and diversifications in the caesalpinioid legumes. Canadian J. of Botany 86: 697–718

- Pennington, R.T.; G.P. Lewis; J.A Ratter. 2006. Neotropical Savannas and Seasonally Dry Forests. CRC Press. ISBN 0-8493-2987-6

- Lewis, G.P., B. Schrire, B. MacKinder, M. Lock. 2005. Legumes of the World. Royal Botanic Gardens, Kew. xiv, 577 pp. ISBN 1-900347-80-6

- Lavin, M.; B.P. Schrire; G.P. Lewis; R.T. Pennington, A. Delgado-Salinas; M. Thulin; C.E. Hughes; Á.B. Matos; M.F. Wojciechowski. 2004. Metacommunity process rather than continental tectonic history better explains geographically structured phylogenies in legumes, en: Philosophical Trans. of The Royal Soc. of London Series B 2004, versión en línea en inglés

- Hughes, C.E., Lewis, G.P., Yomona, A.D. & Reynal, C. 2004. Maraniona. A new Dalbergioid legume genus (Leguminosae, Papilionoideae) from Peru. Systematic Botany 29 (2): 366–374

- Lewis, G.P. 1998. Caesalpinia: A Revision of the Poincianella-Erythrostemon Group. Royal Botanic Gardens, Kew. ISBN 1-900347-32-6

- Lewis, G.P. 1989. Postcards from Kew. Londres HMSO. ISBN 0-11-250037-4